# Seznam chráněných území v okrese Veľký Krtíš
Toto je seznam chráněných území v okrese Veľký Krtíš aktuální k roku 2015, ve kterém jsou uvedena chráněná území v oblasti okresu Veľký Krtíš.
| Kód  | Obrázek | Typ | Název                   | Rozloha (ha) | Galerie Commons | Popis území | Souřadnice |
| ---- | ------- | --- | ----------------------- | ------------ | --------------- | ----------- | ---------- |
| 1042 |         | CHA | Cerinský potok          | 6,2787       |                 |             |            |
| 1158 |         | PR  | Cúdeninský močiar       | 141,6855     |                 |             |            |
| 235  |         | PR  | Čebovská lesostep       | 7,3500       |                 |             |            |
| 1089 |         | PR  | Dedinská hora           | 11,7980      |                 |             |            |
| 388  |         | CHA | Holica                  | 1,0000       |                 |             |            |
| 1061 |         | PR  | Hradište                | 5,1136       |                 |             |            |
| 1051 |         | PR  | Ipeľské hony            | 29,3908      |                 |             |            |
| 296  |         | PP  | Kamenná žena            | 0,1100       |                 |             |            |
| 302  |         | PR  | Kiarovský močiar        | 16,3802      |                 |             |            |
| 315  |         | PP  | Kosihovský Kamenný vrch | 12,5000      |                 |             |            |
| 777  |         | PP  | Krehora                 | 1,4900       |                 |             |            |
| 361  |         | PR  | Modrokamenská lesostep  | 12,1200      |                 |             |            |
| 1092 |         | PR  | Ryžovisko               | 58,0764      |                 |             |            |
| 1029 |         | PR  | Seleštianska stráň      | 0,9388       |                 |             |            |